# Eglseegraben (Siegbach)
Der Eglseegraben ist ein etwa einen Kilometer langer Graben, der südöstlich von Siegenburg dessen Gewerbegebiet Egelsee berührt.
Nahe der B 299 und der Autobahnausfahrt Siegenburg der A 93 mündet der Eglseegraben von links in den Siegbach. Südlich der Quelle des  Eglseegrabens erhebt sich der etwa 442 m ü. NHN hohe Egelseeberg, von dem her der Eglseegraben seinen Namen hat.